# Illecebrum verticillatum
Illecebrum verticillatum — вид квіткових рослин з родини гвоздикових (Caryophyllaceae). Ареал: Алжир, Австрія, Азорські острови, Бельгія, Канарські острови, Корсика, Чехія, Словаччина, Данія, Франція, Німеччина, Велика Британія, Греція, Італія, Мадейра, Марокко, Нідерланди, Польща, Португалія, Сардинія, Іспанія, Туніс.

## Середовище
Росте на вологих, піщаних полях, у канавах, у пісочницях і на відкритих берегах і дні ставків, від низин до пагорбів. Потребує вологих, поживних, кислих, піщаних, а також торф'янистих ґрунтів. 

## Біоморфологічний опис
Однорічна гола розгалужена рослина, що утворює подушкоподібні пучки, 5–30 см заввишки. Стебла від лежачих до висхідних, 4-гранні. Листки супротивні, вузькооберненояйцеподібні, 2–5 мм завдовжки, тупі. Квітки зібрані в китиці, приквітки сріблясто-блискучі, великі, чашечка срібляста, пелюстки віночка білі, ниткоподібні. Плід — біла коробочка з 1 насінням. Цвіте з червня по вересень.